# N11 (Frankrijk)
De N11 of Route nationale 11 is een nationale weg in het westen van Frankrijk. De weg loopt van Épannes, ten zuiden van Niort, via Mauzé-sur-le-Mignon naar La Rochelle over een lengte van 48 kilometer. De weg is over haar gehele lengte uitgebouwd tot autoweg met gescheiden rijbanen.
De gehele weg is onderdeel van de E601. Daarnaast is het deel tussen Sainte-Soulle en La Rochelle ook onderdeel van de E6.

## Geschiedenis
In 1811 liet Napoleon Bonaparte de Route impériale 12 aanleggen van Fontaine-le-Comte bij Poitiers naar Rochefort. In 1824 werd de huidige N11 gecreëerd uit de oude route van de Route impériale 12. Deze had dezelfde route als de route impériale en was 114 kilometer lang. 
In 1973 werd het eindpunt van de N11 verlegd van Rochefort naar La Rochelle. Daardoor werd de N22 tussen Mauzé-sur-le-Mignon en La Rochelle onderdeel van de N11. De oude N11 tussen Mauzé-sur-le-Mignon en Rochefort werd overgedragen aan de departementen Charente en Deux-Sèvres. In Deux-Sèvres kreeg de weg het nummer D911 en ook in Charente-Maritime kreeg de weg dat nummer. 

### Declassificaties
Door de aanleg van de parallelle autosnelweg A10 nam het belang van de N11 tussen Poitiers en Niort sterk af. Daarom is dit deel van de weg in 2006 overgedragen aan de departementen. Deze delen hebben daardoor nummers van de departementale wegen. De overgedragen delen van de N11 kregen de volgende nummers:
- Vienne: D611
- Deux-Sèvres: D611

### Ombouw naar A810
In 2002 werd verklaard dat de N248 en het grootste deel van de resterende N11 tussen La Rochelle (Dompierre-sur-Mer) en Niort (A10 bij Granzay-Gript) zou omgebouwd worden tot de autosnelweg A810..
N1 · N2 · N3 · N4 · N5 · N6 · N7 · N9 · N10 · N11 · N12 · N13 · N14 · N15 · N17 · N19 · N19J · N20 · N21 · N22 · N24 · N25 · N27 · N28 · N31 · N33 · N34 · N36 · N37 · N41 · N42 · N43 · N44 · N47 · N49 · N51 · N52 · N57 · N58 · N59 · N61 · N61A · N65 · N66 · N67 · N70 · N77 · N79 · N80 · N82 · N83 · N85 · N86 · N87 · N88 · N89 · N90 · N94 · N98 · N100 · N102 · N104 · N105 · N106 · N109 · N112 · N113 · N116 · N118 · N118A · N118B · N122 · N123 · N124 · N125 · N126 · N129 · N134 · N135 · N136 · N137 · N138 · N141 · N142 · N145 · N147 · N149 · N150 · N151 · N154 · N157 · N158 · N159 · N162 · N164 · N165 · N166 · N171 · N174 · N175 · N176 · N182 · N184 · N186 · N186A · N186B · N188 · N191 · N192 · N201 · N202 · N205 · N209 · N216 · N221 · N224 · N225 · N227 · N230 · N237 · N244 · N248 · N249 · N250 · N254 · N265 · N274 · N282 · N296 · N301 · N303 · N306 · N314 · N315 · N316 · N320 · N324 · N330 · N337 · N338 · N346 · N353 · N356 · N363 · N385 · N388 · N401 · N406 · N410 · N416 · N425 · N431 · N440 · N441 · N444 · N446 · N449 · N481 · N486 · N488 · N489 · N520 · N524 · N532 · N537 · N542 · N543 · N568 · N569 · N572 · N580 · N814 · N844 · N1007 · N1012 · N1013 · N1014 · N1019 · N1021 · N1029 · N1031 · N1043 · N1050 · N1075 · N1083 · N1104 · N1113 · N1134 · N1135 · N1141 · N1154 · N1338 · N1547 · N1569 · N2028 · N2043 · N2057 · N2162 · N2249
1. ↑  Le décret du 7 août 2002 (inscrit au JO no 188 du 13 août 2002)